# Сцены из жизни Эсфири
Сцены из жизни Эсфири — набор из шести картин, рассказывающих историю Эсфири и украшавших когда-то пару кассоне, свадебных сундуков. Картины написаны в 1470-х годах во Флоренции, они приписываются Сандро Боттичелли и Филиппино Липпи. Сейчас картины находятся в пяти музеях Европы и Канады.

## История

### Заказ
Панели, на которых выполнены картины, представляли собой переднюю и боковую стороны двух кассоне, то есть сундуков, которые обычно муж преподносил своей жене в момент свадьбы, чтобы та могла хранить в них своё приданое. О происхождении кассоне со сценами из жизни Эсфири было выдвинуто несколько гипотез, ни одна из которых не получила единогласного признания специалистов.
Одна из гипотез предполагает заказ богатой флорентийской еврейской семьи. Но история Эсфири известна не только из еврейских текстов (оригинал взят из Таргума), она также очень хорошо была известна и в христианских кругах, например, по книгам Флавия Иосифа. Более того, другие кассоне этого периода также изображают историю Эсфири.
Другая гипотеза описывают кассоне как заказ по случаю брака в семье Торриджани (возможно, между Антонио Торриджани и Дианорой ди Николо Туччи), чьи потомки продали панели с картинами в XIX веке. Но в XV веке семья Торриджани не достигла ещё настолько высокого положения во Флоренции.
Высказывалась также гипотеза о заказе семьи Дель Неро, союзниках семьи Торриджани, взявшей на себя очень важные функции в городе в то время. В качестве возможного заказчика называли Бернардо дель Неро, известного в качестве мецената и заказчика других дошедших до нас работ.

### Атрибуции и датировка
Набор из шести панелей обычно приписывается Филиппино Липпи, периоду с 1472 года, когда он работал в мастерской Сандро Боттичелли. Обычно картины датируются 1475 годом. Однако со времен Герберта Хорна искусствоведы задаются вопросом, участвовал ли сам Боттичелли в реализации этих работ, и если да, то в какой мере. Некоторые искусствоведы видят вклад мастера в создании композиции, считая, что Липпи лишь реализовал замысел Боттичелли. Другие считают, что оба художника вместе работали над кассоне.
При помощи рентгенографии и инфракрасной рефлектографии французские учёные из лаборатории C2RMF смогли уточнить атрибуцию. На больших центральных панелях идентифицировано как минимум два разных автора (возможно, три). На маленьких боковых панелях автор всегда один, но не всегда один и тот же. Две панели, изображающие Мардохея, похоже, сделаны одним автором, возможно Боттичелли. Панель, изображающая прибытие Эсфирь, скорее всего выполнена Филиппино Липпи. Панель с отвергнутой Астинь — скорее всего, авторства анонимного помощника художников. Тем не менее, согласно этому анализу, Боттичелли принадлежит авторство композиции, он же нанёс основные черты лицевых панелей, после чего его помощники завершили картины.

### Владельцы
Дата, когда панели были сняты с двух сундуков, неизвестна. Первые документированные следы панелей появляются в XIX веке.
Ныне хранящаяся в Риме панель была продана в 1816 году семьёй по имени Амигони или Амиголи римской семье Роспильози. Проданная картина приписывалась Мазаччо, и только в 1930 году её сопоставили с оставшимися пятью панелями. Эта панель до сих пор хранится в коллекции Роспильози, в римском дворце семьи.
Оставшиеся панели до середины XIX века находились в Palazzo Torrigiani Del Nero во Флоренции. Якоб Буркхардт упоминает их в своей работе Цицерон (1855 год).
Ныне хранящаяся в Шантийи панель была приобретена в 1877 году у маркиза Пьетро Гуаданьи-Торрегиани Жоржем Лекланше, который привез её во Францию. В мае 1892 года Лекланше в свою очередь продаёт панель герцогу Омальскому. Коллекция последнего была передана в дар Институту Франции, который в 1897 году открыл музей Конде в замке Шантийи.
В 1896 году тот же маркиз Гуаданьи-Торрегиани продал две панели, которые сейчас хранятся в Оттаве.
Панель Лувра было продано Леопольду Гольдшмидту (1830—1904), дата продажи неизвестна. Затем она перешла во владение зятю Гольдшмидта, Анж Андре Пастре (1856—1926), а затем дочери последнего, Диане Пастре, графине де Вогюэ (1888—1971). В 1972 году панель перешла Французскому государству в качестве оплаты налогов.
Последнее панно продано братом Пьетро Гуаданьи-Торрегиани, Филиппо, британскому коллекционеру произведений искусства Герберту Хорну. Коллекции последнего до сих пор хранятся в его флорентийском особняке, ставшим музеем.

## Описание

Первый кассоне
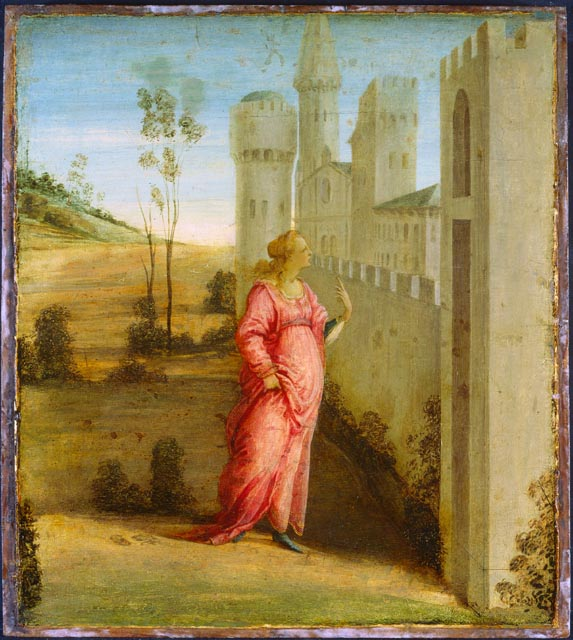
Прибытие Есфири перед Сузами
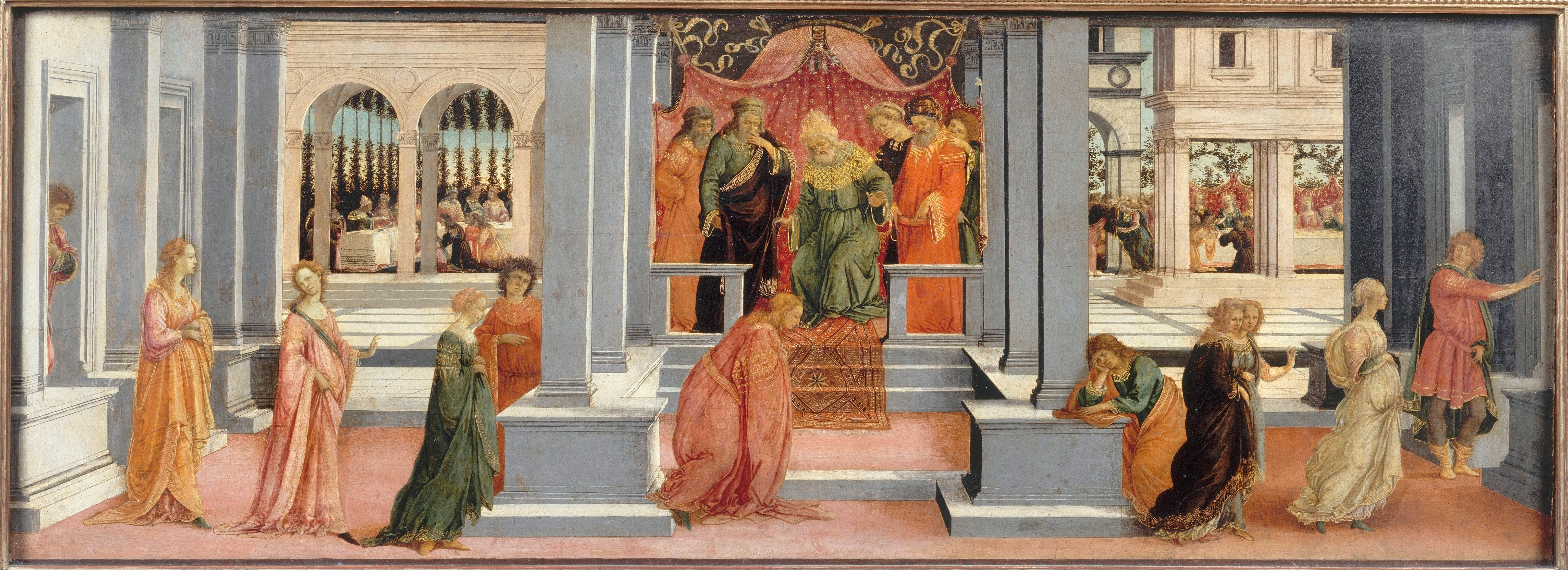
Эстер, избранная Ассуиром
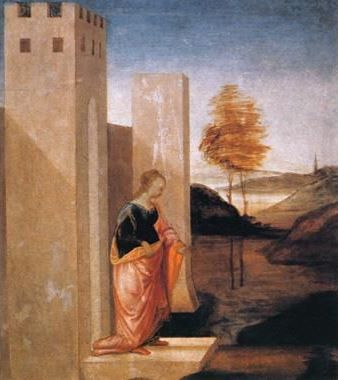
Отвергнутая Астинь

- Прибытие Эсфири перед Сузами, 48,4 × 43,2, Национальная галерея Канады, Оттава, инв. 6085[7]
- Эстер, избранная Ассуиром, 47 × 131, Музей Конде, Шантийи, PE 19
- Отвергнутая Астинь, 48,5 × 43,2, Музей Хорна, Флоренция, инв. 41[8]

Второй кассоне
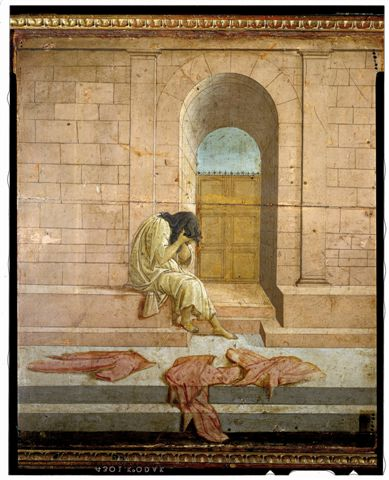
Мардохей в слезах
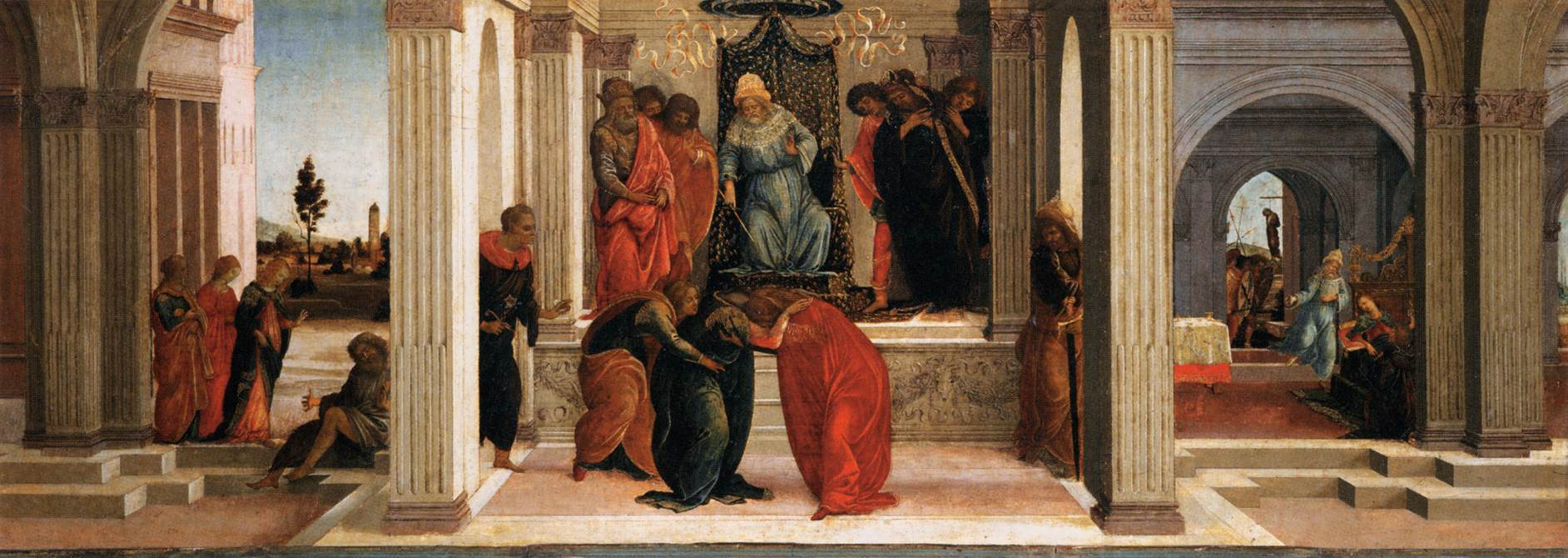
Жалобы Мардохея; Обморок Есфири на глазах у Ассуира; Тщетные просьбы Амана о прощении
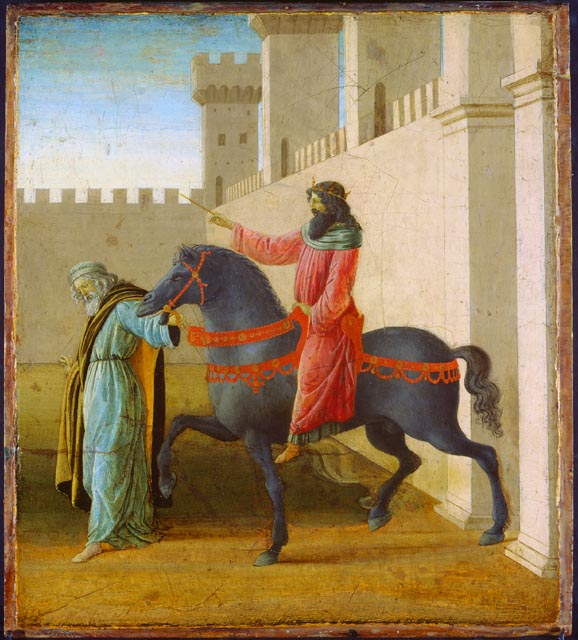
Триумф Мардохея

- Плачущий Мордехай или La Derelitta, 47 × 43, Палаццо Паллавичини Роспильози, Рим, инв. 271
- Три сцены из рассказа Эсфири: Жалобы Мардохея; Обморок Есфири на глазах у Ассуира; Тщетные просьбы Амана о прощении, 48 × 132, Лувр, Париж, инв. RF1972-13[9]
- Триумф Мардохея, 48,3 × 43,2, Национальная галерея Канады, инв. 6086[10]

## Анализ

### История Эсфири
В основе иконографии этого цикла лежат два источника: книга Эсфирь, а также пьеса XV века Rappresentazione della regina Ester.
Первый кассоне достаточно симметричен: на центральной панели изображены самые красивые девушки Суз, выбранные евнухом Гегем для своего короля Ассуира (обычно отождествляемого с Ксерксом I). В центре панели царь выбирает юную еврейку Эсфирь, приемную дочь Мардохея. На заднем плане изображены два банкета: слева Ассуир ест с князьями Мидии и Персии; справа Астинь, первая жена Ассуира, отказывается присоединиться к своему мужу и устраивает свой собственный банкет. Затем муж отвергает Астинь, и один из его эмиссаров снимает с неё корону.
Боковые панели сохраняют ту же симметрию. На левой панели изображено прибытие Эсфири в Сузы, а справа — отъезд Астинь.
Параллелизм двух праздников взят из Библии, а история с короной — из пьесы. В отличие от Библейской истории, где Ассуир проводит ночь с каждой из девушек, картины кассоне показывает простое дефиле перед царем.
Каждая картина полностью структурирована изображёнными архитектурными элементами: разные сцены разделены арками и колоннами.
В левой части центральной панели второго кассоне (панель Лувра) Эсфирь едет со служанками к мужу, чтобы раскрыть ему свою тайну, в то время как в библейском тексте она объявляет об этом через посланника. Перед Эсфирь — её отец, Мардохей, плачет, сидя у столба. В центре царь прощает потерявшую сознание Эсфирь. Справа сцены быстро сменяют друг друга, и скорость сцен определяется узостью архитектурных рамок. На переднем плане, в комнате Эсфирь, визирь Аман, преклонив колени, просит у неё прощения. Одновременно в комнате появляется Ассуир, он осуждает Амана на повешение. Сцена казни изображена на заднем плане.
Боковые панели открывают (жалобы Мардохея) и закрывают (триумф Мардохея) эту последовательность сцен.

### Морализаторская метафора брака
Панели идеально подходят для своей основной роли: украсить сундук, предназначенный невесте. Их композиция и перспектива рассчитаны для взгляда сверху вниз — наиболее естественное положение таких предметов в комнате. Упомянутые темы являются одновременно предупреждением против женской гордости (судьба Астинь) и прославлением семьи и супружеской верности.